# پاکو استبان
پاکو استبان (انگلیسی: Paco Esteban؛ زادهٔ ۲۱ اوت ۱۹۸۱) بازیکن فوتبال اهل اسپانیا است.
از باشگاه‌هایی که در آن بازی کرده‌است می‌توان به باشگاه فوتبال الچه، باشگاه فوتبال ژیرونا، باشگاه فوتبال گرانادا، و باشگاه فوتبال مالاگا اشاره کرد.